# Bengalia aliena
Bengalia aliena är en tvåvingeart som beskrevs av Malloch 1927. Bengalia aliena ingår i släktet Bengalia och familjen spyflugor. Inga underarter finns listade i Catalogue of Life.